# 瀧井一博
瀧井 一博（たきい かずひろ、1967年1月28日 - ）は、日本の法制史学者。専門は主に国制史、比較法史。国際日本文化研究センター教授。

## 学歴
- 1967年 福岡県生まれ
- 1982年 西南学院中学卒業
- 1985年 ラ・サール高等学校卒業
- 1990年 京都大学法学部卒業
- 1992年 京都大学大学院法学研究科修士課程修了
- 1995年 同博士後期課程単位取得退学
- 1998年 博士（法学）の学位を取得（京都大学、学位論文『ドイツ国家学と明治国制 -日本近代国家形成史への西洋法史学からのアプローチ』）

## 研究歴
- 1994年 日本学術振興会特別研究員（DC2)（受入機関：京都大学大学院法学研究科）
- 1995年 京都大学人文科学研究所助手
- 2001年 同大学退官、神戸商科大学商経学部助教授
- 2004年 兵庫県立大学経営学部助教授（統合により）
- 2006年 同教授
- 2007年 同大学退職、国際日本文化研究センター准教授。
- 2013年 同教授
- 2020年 同副所長兼務
- 2022年 同教授

## 受賞歴
- 2004年 -『文明史のなかの明治憲法』大佛次郎論壇賞および角川財団学芸賞受賞
- 2010年 -『伊藤博文』サントリー学芸賞受賞
- 2022年 -『大久保利通』毎日出版文化賞受賞
- 2024年 - 紫綬褒章[2][3]

## 著書

### 単著
- 『ドイツ国家学と明治国制―シュタイン国家学の軌跡』（ミネルヴァ書房、1999年）
- 『文明史のなかの明治憲法―この国のかたちと西洋体験』（講談社選書メチエ、2003年／増補版・ちくま学芸文庫、2023年）
- 『伊藤博文－知の政治家』（中央公論新社〈中公新書〉、2010年）
- 『明治国家をつくった人びと』（講談社現代新書、2013年）
- 『渡邉洪基－衆智を集むるを第一とす』（ミネルヴァ書房〈日本評伝選〉、2016年）
- 『大久保利通―「知」を結ぶ指導者』（新潮社〈新潮選書〉、2022年）
- 『史としての法と政治 書を紐解き、人を考え、時代を読み解く』（ミネルヴァ書房〈叢書・知を究める〉、2025年）

### 編著・共編著
- 『創発する日本へ ポスト「失われた20年」のデッサン』（アンドルー・ゴードンとの共編、弘文堂、2018年）
- 『日本政治史 現代日本を形作るもの』（清水唯一朗・村井良太との共編、有斐閣、2020年）
- 『越境する歴史学と世界文学』（坪井秀人・白石恵理・小田龍哉との共編、臨川書店、2020年）
- 『「明治」という遺産 近代日本をめぐる比較文明史』（編、ミネルヴァ書房、2020年）
- 『明治史講義【グローバル研究篇】』（編、ちくま新書、2022年）
- 『宗教・抗争・政治 主権国家の始原と現在』（苅部直・梅田百合香との共編 千倉書房 2023年）

### 編集
- ローレンツ・フォン・シュタイン講述/陸奥宗光筆記『シュタイン国家学ノート』（信山社、2005年）
- 『伊藤博文演説集』（講談社学術文庫、2011年）